# Chiesa dei Santi Ilario e Taziano (Pordenone)
La pieve dei Santi Ilario e Taziano è la parrocchiale di Torre, frazione di Pordenone, in provincia di Pordenone e diocesi di Concordia-Pordenone; fa parte della forania di Pordenone.

## Storia
Probabilmente il cristianesimo fu introdotto nella zona grazie a un gruppo di missionari provenienti direttamente da Aquileia, che portarono il culto dei santi Ilario e Taziano, martirizzati nel 284; l'originaria pieve sorse nel VII secolo e fu quindi una delle prime della diocesi concordiese a venir eretta.
La chiesa è menzionata nella bolla di papa Urbano III del 1187, in cui sono elencate 39 pievi.
Nel 1226 fu costruito un nuovo edificio di maggiori dimensioni, che venne a sua volta riedificato nel 1440. Poiché l'area di Torre si era nel frattempo impoverita a vantaggio di Pordenone, questa nel 1278 fu distaccata dal territorio della chiesa matrice, con l'elevazione a pieve della chiesa di San Marco.
Dalla relazione della visita apostolica del 1584 di Cesare Nores, vescovo di Parenzo, si apprende che nella chiesa di Torre erano collocati gli altari dei Santi Ilario e Taziano, del Santissimo Sacramento e di Santa Maria Maddalena, e che i fedeli ammontavano in totale a 333; nel 1777 fu ultimato il campanile.
La prima pietra della nuova parrocchiale, disegnata dall'ingegner Damiano Roviglio, fu posta nel 1873; nel 1877 venne completato il presbiterio, ma l'intera struttura poté dirsi ultimata solo nel 1885.

## Descrizione

### Esterno
La facciata a salienti della chiesa, che volge a nordovest, è suddivisa in tre porzioni, di cui quelle laterali leggermente arretrate e coronate da un frontone spezzato. L'alto avancorpo centrale è tripartito da quattro lesene terminanti con capitelli d'ordine corinzio, raccordati tra loro da ghirlande e sorreggenti la trabeazione e il frontone dentellato di coronamento; nel mezzo è posto l'ampio portale d'ingresso timpanato, sormontato dall'iscrizione "D.O.M./ BEATISQUE MARTYRIBUS/ HILARIO ET TATIANO/ SACRUM A.D. 1892", mentre ai suoi lati s'aprono due nicchie ospitanti altrettante statue, una di san Giuseppe e una di san Paolo apostolo.
A pochi metri dalla chiesa si erge il campanile a base quadrata, la cui cella presenta una bifora per lato ed è coperta dal tetto a quattro falde.
Sul sagrato antistante è posto il busto in bronzo di monsignor Giuseppe Lozer, eseguito dallo scultore pordenonese Pierino Sam.

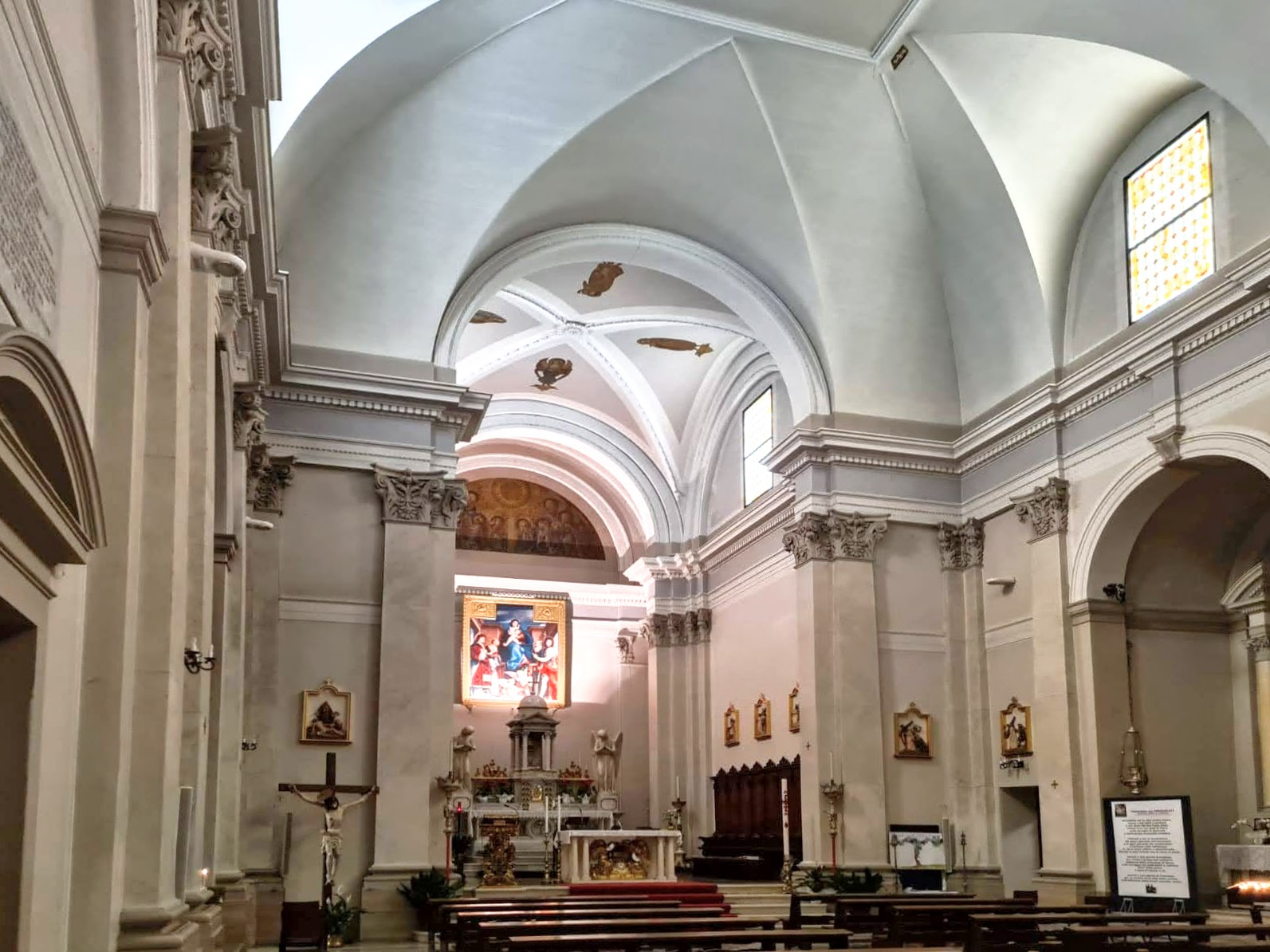
L'interno

### Interno
L'interno dell'edificio si compone di un'unica navata, sulla quale si aprono quattro cappelle laterali e le cui pareti sono scandite da lesene corinzie sorreggenti il cornicione, sopra il quale s'imposta la volta a padiglione; al termine dell'aula si sviluppa il presbiterio, coperto da una volta a crociera. Dietro l'altare maggiore è collocata una copia della pala di Giovanni Antonio de' Sacchis, detto "Il Pordenone", ritraente i Santi Ilario e Taziano assieme alla Beata Vergine Maria e ai santi Antonio abate e Giovanni Battista e Angeli (l'originale, del 1520, si trova presso il museo diocesano di Concordia-Pordenone).
Nella chiesa sono conservate diverse opere di pregio, tra le quali il fonte battesimale, scolpito nel 1523 da Giovanni Antonio Pilacorte, l'acquasantiera di Donato Casella (metà del XVI secolo), il tabernacolo ligneo, risalente alla fine del XVI secolo e collocato presso la cappella di Santa Teresa di Gesù Bambino, la statua lignea con soggetto Sant'Antonio, intagliata nel 1900 in una bottega di Ortisei e l'altare laterale del Sacro Cuore in stile veneziano, costruito nel 1945.